# (2162) Anhui
(2162) Anhui es un asteroide perteneciente al cinturón de asteroides descubierto por el equipo del Observatorio de la Montaña Púrpura el 30 de enero de 1966 desde el observatorio homónimo de Nankín, China.

## Designación y nombre
Anhui fue designado inicialmente como 1966 BE.
Posteriormente, en 1980, se nombró por la provincia china de Anhui.

## Características orbitales
Anhui está situado a una distancia media de 2,227 ua del Sol, pudiendo alejarse hasta 2,502 ua y acercarse hasta 1,952 ua. Tiene una inclinación orbital de 3,049 grados y una excentricidad de 0,1234. Emplea 1214 días en completar una órbita alrededor del Sol.

## Características físicas
La magnitud absoluta de Anhui es 12,6.